# K.u.k. Kriegsvermessungswesen
Das k.u.k Kriegsvermessungswesen bzw. Kriegsmappierung (1915–1918) unterstand der Gemeinsamen Armee Österreich-Ungarns im Ersten Weltkrieg und war Teil des k.u.k. Militärgeographischen Instituts. Zu dessen Aufgaben gehörte es, „Kampftruppe und Führung mit den Kampfbehelfen vermessungstechnischer, topografischer, kartografischer, fotografischer und geologischer Art zu unterstützen“. Die Institution wurde erst während des Krieges geschaffen, ihr Führungsorgan fungierte ab 16. September 1915 zunächst als „Kommando der k. u. k. Kriegsmappierung“, und wurde am 14. September 1917 in „Kommando des k. u. k. Kriegsvermessungswesens“ umbenannt, womit auch der fortschreitende Wandel der fachlichen Ausrichtung fixiert wurde. Leiter während der Kriegsjahre war der Geograph und Oberst im Generalstab Hubert Ginzel.

## Aufgaben
Ein bedeutender Teil des Operationsgebiets der k.u.k. Armee im Ersten Weltkrieg, insbesondere im Balkan, war zu Friedenszeiten nur unzureichend kartenmäßig erfasst worden; so wurden hier zunächst die dringlichsten Aufgaben der Landesaufnahme in kriegsmäßig angepasster Form („Kriegsmappierung“) fortgesetzt, jedoch wuchs das Aufgabenfeld rapide: Aus den neuen Erfordernissen des Ersten Weltkriegs und insbesondere den Erfahrungen des Stellungskriegs heraus kamen wissenschaftlich-technische Erkundungsmethoden der Geographie, Geodäsie und Geologie eine immer größere Rolle in der Kriegsführung zu. Insbesondere Planung und Bau geeigneter eigener befestigter Stellungen, die Nutzbarmachung kriegswichtiger Ressourcen wie Trinkwasser und Baumaterial, das Anlegen von Versorgungsrouten (Fußwege, Straßen, Seilbahnen …), die Erfassung und Bewertung feindlicher Kräfte und Stellungen, die Berechnung eigener und feindlicher Artillerie- und Beobachtungsbereiche, sowie die Durchführung pioniertechnischer Maßnahmen wie der Errichtung und Detektion von Sprengtunneln erforderte eine Vielzahl von Spezialisten auf den jeweiligen Fachgebieten. In gebirgigem Gelände kamen auch alpinistische Bewertungen hinzu, wie etwa zur Errichtung von lawinen- und steinschlagsicheren Versorgungswegen sowie zum Bau von Unterständen und Gefechtsstellungen in Eis und Fels.
Dabei kamen auch damals modernste Techniken wie Luftbildphotogrammetrie, Schalltriangulation zur Aufklärung von verdeckten Geschützpositionen, sowie die Erstellung von Rundum-Panoramenphotos zum Einsatz. Die Einheiten standen hierzu in engem Kontakt mit den Luftfahrtruppen, der Artillerie sowie Beobachtern an der Frontlinie. Eine Grundaufgabe bestand stets im Errichten eines Triangulationsmessnetzes im jeweiligen Arbeitsgebiet, auf dessen Grundlage die präzise Positionsbestimmung von Beobachtungen erst möglich wurde. Zudem wurden im Rahmen der Kriegsvermessung die verwendeten Techniken und Gerätschaften auch weiterentwickelt sowie vielfach auch wissenschaftliche Forschung in den jeweiligen Bereichen der Fachkräfte betrieben.

## Organisation
Zum Zeitpunkt 1917 bestanden die folgende dreigeteilte Untergliederungen:
1. Kriegsvermessungsdienst: Kriegsvermessungsabteilungen mit ihren Vermessungsstellen. Diese Einheiten waren Armeekommandos direkt unterstellt und arbeiteten eng mit diesen zusammen, um ein aktuelles Lagebild sowie fundierte Hilfestellung zu operativen Fragestellungen bereitstellen zu können.
2. kriegsmäßige Landesaufnahme: Kriegsmappierungsabteilungen und selbständige Mappeure, Kriegsphotogrammetrieabteilungen, die Nivellementabteilung, die Autogrammetrieabteilung. Diese bewältigten die Neukartierung von bislang unzureichend kartiertem Gelände und waren dienstlich direkt dem Kommando der Kriegsmappierung unterstellt, militärdienstlich den jeweils höchsten Militärterritorialbehörde im jeweiligen Arbeitsgebiet.
3. Ausbildung von Fachpersonal: Lehrabteilung, geodätische Rechenabteilung, Zeichnerschule

Mit der Umbenennung am 14. September 1917 wurden die Kriegsvermessungseinheiten den jeweiligen Armeekommandos fest zugeordnet, sie trugen fortan die Bezeichnung „Kriegsvermessung Nr. [der Armee]“. Im Februar 1918 wurde innerhalb der Kommandos ein eigenes Referat für Kriegsgeologie gegründet.

## Zeitgenössische Rezeption
Vielfach kamen zu den militärisch-technischen auch dokumentarische Aufgaben hinzu, die Photographien der Kriegsvermessungseinheiten hielten oft auch feierliche Anlässe, Besuche hoher Gäste, landeskundliche Eindrücke und Momentaufnahmen zum Kriegsverlauf fest. Die Aufnahmen der Kriegsvermessungs- und -mappierungseinheiten wurden daher oft vom K.u.k. Kriegspressequartier für propagandistische Zwecke verwendet.
Die Kriegsvermessungseinheiten führten während der Kriegsjahre mehrere öffentliche Ausstellungen durch, bei denen der Kriegsverlauf und der Arbeitsbereich der Kriegsvermessung insbesondere über Photographien einer zivilen Öffentlichkeit nähergebracht werden sollten.

## Aufnahmen der Kriegsvermessungseinheiten
Eine Vielzahl von Bildaufnahmen der Kriegsvermessungseinheiten werden heute über die Österreichische Nationalbibliothek bereitgestellt.